# Siglo IV a. C.

La Península italiana en el siglo IV a. C.

El siglo IV a. C. o siglo IV a. e. c. (siglo cuarto antes de la era común) comenzó en el 400 a. C. y terminó en el 301 a. C., también es llamado el «Siglo de Alejandro Magno».
A este siglo se lo considera un periodo de crisis.
Casi todo el mundo antiguo conocido se vio afectado, principalmente, por el desarrollo de los conflictos Bélicos y Políticos, destacando dos hechos en particular debido a su importancia: Se destaca las hegemonías Espartanas, Tebanas y Macedonicas, se destaca la caída de los Persas Aqueménidas, también es importante la Dínastia Maurya en la India.

## Acontecimientos

### Guerras y política

#### Resto del Mundo
- 404-371 a. C.: hegemonía de Esparta.
- 371-362 a. C.: hegemonía de Tebas.
- 359-323 a. C.: Macedonia conquista Grecia y el Imperio aqueménida, en los reinados sucesivos de Filipo (359-336 a. C.) y Alejandro Magno (336-323 a. C.).
- 356-352 a. C.: Las constantes guerras entre las ciudades Estado de Grecia dan la posibilidad a los macedonios, que ya se habían apoderado de las minas de oro de Anfípolis (en Tracia), para penetrar el territorio. Macedonia, bajo el mando del rey Filipo II, se convierte en la gran potencia militar de Grecia central cuando derrotan a Onomarco, comandante supremo de la Fócida, que había logrado el predominio en la región.[1]
- 334-330 a. C.: Expedición militar de Alejandro sobre Persia y Egipto. La batalla de Isos (333 a. C.) termina con una gran victoria de Alejandro sobre el ejército principal persa, bajo el mando del rey Darío III. Luego arrasa Tiro, en Siria (murieron 8.000 tirios y 30.000 fueron esclavizados), captura Gaza y libera Egipto del poder persa.[1]
- 331 a. C.: Alejandro Magno funda Alejandría en Egipto.
- 327-326 a. C.: Alejandro cruza el Indo, pero presionado por sus soldados debe encaminarse de nuevo a Macedonia.[1]

#### República romana
- Guerras samnitas (343-291 a. C.).

#### Península ibérica
- 400-350 a. C.: en la península ibérica, se configuraron las etnias que después conocerían los romanos.[2]
- 400-200 a. C.: en la Bética se construyen recintos fortificados (Turris Hannibalis).[3]
- El pueblo íbero de los bastetanos funda la ciudad de Basti, hoy Baza, en Granada (España).
- Se tienen noticias de poblamiento íbero o tartésico llamado Mastia, después refundado por Asdrúbal como Qart Hadasht actual Cartagena.

#### Egipto
- 398-378 a. C.: Dinastía XXIX.
- 378-341 a. C.: Dinastía XXX.
- 341-332 a. C.: Dinastía XXXI.

#### Asia
- En la India ascienden los maurias.
- En el norte de la India, el religioso Baudhaiana escribe el Baudhaiana-sulba-sutra, un texto sánscrito acerca de la construcción de altares. Contiene la referencia más antigua acerca del teorema de Pitágoras, el cual fue probablemente conocido (aunque no escrito) por los antiguos babilonios entre el 1800 y el 1600 a. C.
- Mayor desarrollo político, cultural y económico de los pueblos escitas.
- Seleuco funda la Dinastía Seléucida y, tras someter a Antígono, se convierte en rey de un territorio que se extiende desde Asia Menor hasta el actual Pakistán.[1]

### Cultura
- Sin fecha exacta: 
  - En este siglo ya está documentada la Asthadhyayi, obra del gramático indio Panini en la que expone un extenso grupo de reglas gramaticales del sánscrito, escritas en verso.[1]
  - En la Antigua Grecia, desarrollan su obra los escultores Escopas, Praxíteles y Lisipo, así como el pintor Apeles.
  - En Mesoamérica se desarrolla la escritura zapoteca.
  - Fijación del calendario babilónico.
  - Puesta etrusca de Volterra.
- 399 - 336 a. C.: Filosofía griega: muerte de Sócrates en el año 399 a. C. Platón funda la Academia (380 a. C.). Demóstenes pronuncia sus Filípicas contra Filipo II de Macedonia (351-340 a. C.). Aristóteles funda el Liceo (336 a. C.).
- 384 - 322 a. C.: Vida de Aristóteles, fundador del Liceo,. Discípulo de Platón en la Academia, para él, el mundo está compuesto por individuos (sustancias) que se presentan en tipos fijos (especies). Autor de Poética, un tratado muy influyente tanto en la Antigüedad clásica como en la Edad Media y la Edad Moderna.[1]

## Personas relevantes

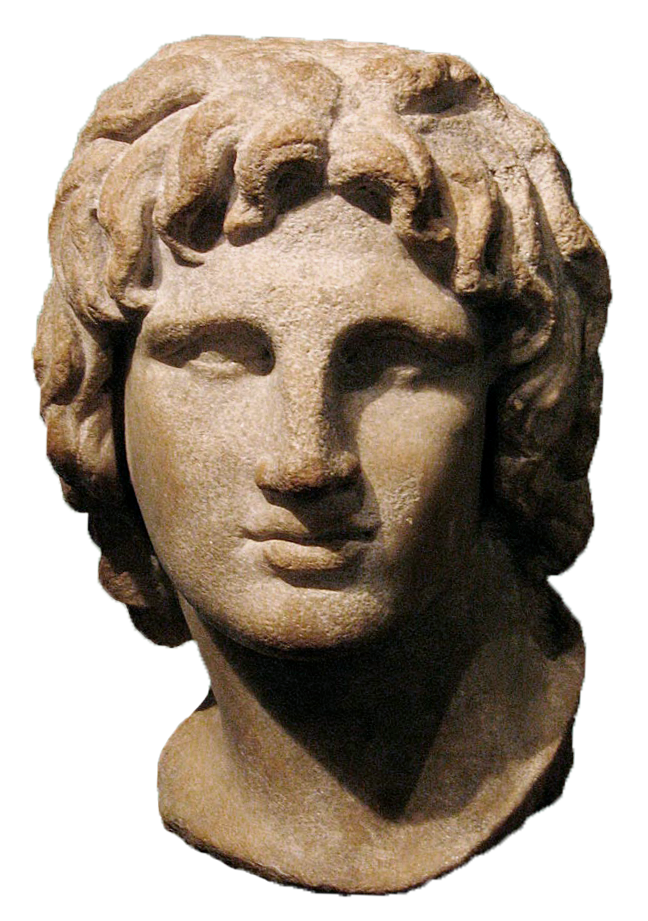
Alejandro Magno.

- Alejandro Magno (356-323 a. C.): rey de Macedonia y conquistador del Imperio persa.
- Antígono I Monóftalmos (382-301 a. C.): general de Filipo II y Alejandro Magno.
- Apeles (352-308 a. C.): pintor griego.
- Aristóteles (384-322 a. C.): filósofo griego.
- Casandro de Macedonia (350-295 a. C.): rey de Macedonia.
- Chandragupta Maurya (340 a. C. -): fundador de la dinastía Maurya.
- Darío III (380-330 a. C.): último rey del Imperio persa y de la dinastía Aqueménida.
- Demetrio I de Macedonia (337-283 a. C.): rey de Macedonia.
- Demóstenes (384-322 a. C.): orador y político ateniense.
- Diógenes de Sinope (412-323 a. C.): filósofo griego.
- Epaminondas (418-362 a. C.): general y político de Tebas.
- Euclides (325-265 a. C.): matemático y geómetra griego.
- Filipo II de Macedonia (382-336 a. C.): rey de Macedonia y padre de Alejandro Magno.
- Lisipo (370-318 a. C.): escultor griego.
- Olimpia de Epiro (375-315 a. C.): esposa de Filipo II de Macedonia y madre de Alejandro Magno.
- Platón (428/427-347 a. C.): filósofo griego.
- Ptolomeo I Sóter (367-283 a. C.): faraón egipcio y fundador de la dinastía Ptolemaica.
- Seleuco I Nicátor (358-280 a. C.): fundador del Imperio seléucida y de la dinastía seléucida.